# 라히즈주
라히즈주(아랍어: لحج)는 예멘 남서부에 위치한 주로, 남쪽으로는 아덴만과 맞닿아 있다. 주도는 라히즈이며 인구는 722,694명(2004년 기준), 면적은 14,003km2이다.